# 樋口道也
樋口道也（ひぐちみちや、1962年 - ）は、日本の実業家。株式会社ドリーム代表。鹿児島県出身。

## 略歴
1962年､鹿児島県に生まれた。鹿児島県警、市役所勤務の後､1985年に古書店を開店。1996年に有限会社ドリームを設立し、ほんだらけ第一号店を開店。
1998年、ドリームを株式会社へ組織変更。

## 人物
- ビジネスを始めたころ､店の本を万引きされていたが､万引きをした青年を諭して、その後その青年に店を任せた。
- テレビ番組マネーの虎に出演した際には、毎回､早い段階で出資をするため、番組内では「スピード投資男」と呼ばれた。また、出演者の可能性を信じ、お金を出すのを惜しまない姿勢は独特であった。また、マネーの虎ではあくまで準レギュラーという形であったため、出演回数がそれほど多くないにもかかわらず投資をした回数はレギュラー出演していた社長よりも多い。